# Communauté rurale de Saré Bidji
La communauté rurale de Saré Bidji est une communauté rurale du Sénégal située au centre-sud du pays. 
Elle fait partie de l'arrondissement de Saré Bidji, du département de Kolda et de la région de Kolda.